# Abot-Kamay na Pangarap
Abot-Kamay na Pangarap é uma telenovela filipina produzida e exibida pela GMA Network de 5 de setembro de 2022 a 19 de outubro de 2024. É protagonizada por Carmina Villaroel e Jillian Ward.

## Enredo
A série segue a história de vida de uma mãe analfabeta chamada Lyneth e sua filha inteligente Analyn, a neurocirurgiã mais jovem das Filipinas.

## Elenco
Elenco principal
- Carmina Villarroel como Lyneth Santos-Tanyag
- Jillian Ward como Analyn Santos Tanyag[2]

Elenco de apoio
- Richard Yap como Robert Jose "RJ" Tanyag
- Dominic Ochoa como Michael Lobrin[3]
- Pinky Amador como Moira Barretto
- Andre Paras como Luke Antonio
- Wilma Doesnt como Josaline "Josa" Enriquez-Valencia
- Kazel Kinouchi como Zoey Barretto Benitez
- Jeff Moses como Reagan Tibayan
- Dexter Doria como Susana "Susan" Burgos
- Chuckie Dreyfus como Raymund "Ray" Meneses
- Ariel Villasanta como Cromwell "Croms" Valencia

Elenco recorrente
- Denise Barbacena como Eulalia "Eula" Sarmiento
- Patricia Coma como Grace Villar
- Alexandra Mendez como Jhoanne Lery H. Dizon
- John Vic De Guzman como Kenneth "Ken" Prado
- Che Ramos-Cosio como Katherine "Katie" Enriquez
- Eunice Lagusad como Karen Elise G. Caudal
- Alchris Galura como Evan Andrew L. Nicolas
- Anya Gonzalez Almario como Joyce "Joy" Cruz
- Leo Martinez como Joselito "Pepe" Tanyag
- Dianne dela Fuente como Patricia Menor
- Allen Dizon como Carlos Benitez
- Dina Bonnevie como Giselle Marie Tanyag
- Ken Chan como Lyndon Javier
- Prince Clemente como Neskrist "Krist" Ilustre
- Chanel Latorre como Luningning "Ning" Sandoval
- Sam Pinto como Denise Evangelista

## Exibição
| País/Região      | Emissora     | Data de estréia       | Data de final         | Título                 |
| ---------------- | ------------ | --------------------- | --------------------- | ---------------------- |
| Filipinas        | GMA Network  | 5 de setembro de 2022 | 19 de outubro de 2024 | Abot-Kamay na Pangarap |
| Estados Unidos   | GMA Pinoy TV | setembro de 2022      | outubro de 2024       | Abot-Kamay na Pangarap |
| Canadá           | GMA Pinoy TV | setembro de 2022      | outubro de 2024       | Abot-Kamay na Pangarap |
| Japão            | GMA Pinoy TV | setembro de 2022      | outubro de 2024       | Abot-Kamay na Pangarap |
| Coreia do Sul    | GMA Pinoy TV | setembro de 2022      | outubro de 2024       | Abot-Kamay na Pangarap |
| Taiwan           | GMA Pinoy TV | setembro de 2022      | outubro de 2024       | Abot-Kamay na Pangarap |
| Hong Kong        | GMA Pinoy TV | setembro de 2022      | outubro de 2024       | Abot-Kamay na Pangarap |
| Malásia          | GMA Pinoy TV | setembro de 2022      | outubro de 2024       | Abot-Kamay na Pangarap |
| Indonésia        | GMA Pinoy TV | setembro de 2022      | outubro de 2024       | Abot-Kamay na Pangarap |
| Singapura        | GMA Pinoy TV | setembro de 2022      | outubro de 2024       | Abot-Kamay na Pangarap |
| Papua-Nova Guiné | GMA Pinoy TV | setembro de 2022      | outubro de 2024       | Abot-Kamay na Pangarap |
| Austrália        | GMA Pinoy TV | setembro de 2022      | outubro de 2024       | Abot-Kamay na Pangarap |
| Nova Zelândia    | GMA Pinoy TV | setembro de 2022      | outubro de 2024       | Abot-Kamay na Pangarap |
| Europa           | GMA Pinoy TV | setembro de 2022      | outubro de 2024       | Abot-Kamay na Pangarap |
| Médio Oriente    | GMA Pinoy TV | setembro de 2022      | outubro de 2024       | Abot-Kamay na Pangarap |